# Casos de corrupció a França
Els Casos de corrupció a França en l'esfera financera i política impliquen una o diverses personalitats o organismes polítics o para-públics d'un costat, o d'organisme bancaris o financers de l'altre costat. Per extensió, s'hi han admès temes que tracten sobre la utilització fraudulenta de béns o de diners públics per part d'homes polítics amb tal d'enriquir-se personalment.

## Abans de la Tercera República
- Pierre de Rémi[1]
- Nicolas Fouquet
- Escàndol dels mercats d'Espanya[2]
- Sistema de Law[3]
- Assumpte del collar de la reina[4]
- Liquidació de la Companyia Francesa de les Índies Orientals (1793)[5]
- Assignat
- Crédit mobilier (1867)[6]

## Tercera República: 1870-1940
- Crac de l'Union générale: banc fundat per Paul Eugène Bontoux, conegué una caiguda important al mes de febrer del 1882.
- Escàndols de les decoracions: cas que porta sobre el tràfic de decoracions organitzat per Daniel Wilson, diputat i gendre del president de la República Jules Grévy, encarregat d'investigacions financeres en profit seu. La revelació de l'escàndol el 1887, la campanya de premsa que segueix et la unió dels opositors al govern (sobretot Georges Clemenceau) va provocar la dimissió de Jules Grévy.[7] Daniel Wilson va ser conduït a justícia però el va absoldre degut a un buit legal jurídic.[8]
- Escàndol de Panamà: afer que tracta sobre els problemes de corrupció lligats al canal de Panamà. Es va saber el 1892 gràcies a La Libre Parole.[9] Estant en plenes dificultats financeres, la companyia encarregada del projecte va obtenir un préstec públic mitjançant una gran operació de corrupció en la qual s'implicava premsa i parlamentaris. Tot això, gràcies al Jacques de Reinach que va actuar com a intermediari. El procés que se'n va derivar només condemnat realment a Charles Baïhaut, però l'impacte que va tenir el cas sobre l'opinió pública fou devastador, i els treballs del canal de Panamà varen ser represos pels EUA.[10]
- Cas de l'herència Crawford: qualificat per la premsa com l'"escàndol del segle", el litigi té a veure amb més d'un centenar de milions de francs-or.
- Cas Hanau: Marthe Hanau fundada en 1925 La Gazette du franc, un periòdic financer que publicava entrevistes amb personalitats del món econòmic i polític, prodigava consells per inversions en borsa principalment a accions i bons de les seves pròpies relacions comercials, i s'emetien amb freqüència per empreses fictícies. Després va fundar l'Agència Interpresse, una agència de notícies financeres, i emetia títols al 8% d'interès, no sobre el benefici de les transaccions reals, sinó en els ingressos de noves subscripcions. El sistema es va ensorrar a la fi de 1928 després d'estafar a milers de petits inversors per una suma de més de 100 milions de francs, esquitxant els cercles polítics i els mitjans de comunicació.
- Cas Oustric: la fallida fraudulenta del banquer Albert Oustric en 1929 va portar a la renúncia del ministre de Justícia Raoul Péret
- Cas Stavisky: Aquest cas es refereix a un frau financer massiu operat per Serge Alexandre Stavisky i cobert per diversos parlamentaris i ministres corruptes.[11] A finals de 1933, contribueix, després d'una campanya de premsa violenta i l'assassinat de Stavisky, a la caiguda del govern de Camille Chautemps i en un context de crisi política, els disturbis del 6 de febrer 1934, en què cinc persones van morir.[12]

## Quarta República: 1946-1958
- Cas del tràfic de les piastres: durant la guerra d'Indoxina el tràfic de piastres afavoria l'especulació en tipus de canvi, permetent la malversació de fons públics, en particular pels generals i ministres, a través de documents falsos. El cas, revelat en 1950, quan es va descobrir un escàndol de dos anys després que el Viet Minh també ho estigués fent en la guerra, fins que es va aprovar una llei en 1953.[13]

## Cinquena República: des de 1958 fins avui

### Anys 1970
- Cas de la garantia fronterera:[14] revelat el 1971, aquest afer destapa les relacions fraudulentes entre la societat immobiliària La Garantie foncière i el diputat gaullista André Rives-Henrÿs provocant-ne la dimissió i la intervenció de la comissió de les operacions de borsa. La premsa denuncia la corrupció del poder regnant i llancen la famosa fórmula de l'«État-UDR».
- Cas dels avions ensumadors[15]
- Cas dels diamants: afer que va implicar el president Valéry Giscard d'Estaing i l'antic emperador de la República Centreafricana, Jean-Bédel Bokassa.[16]
- Cas Villarceaux[17]

### Anys 1980
- Cas de la Société générale: una incursió del mercat de valors en contra de Société Générale realitzada el 1988 va revelar una informació privilegiada de negocis en què diversos polítics estaven involucrats. Aquest assumpte va ser resolt per un judici, en el qual va ser condemnat George Soros.[18]
- Cas de les escoles de l'Elisi: cas en el 1993 va revelar en fets que daten de 1983 a 1986 que impliquen directament François Mitterrand i la condemna no concloent d'alguns dels seus més propers col·laboradors
- Cas dels ostatges del Líban[19]
- Cas del Carrefour del desenvolupament[20]
- Cas del circuit de Magny-Cours[21]
- Cas Jacques Pilhan[22]
- Cas Luchaire: entre 1982 et 1986, vendes dissimulades d'armes a l'Iran finançant el Parti Socialiste, inculpant directament al ministre de Defensa Charles Hernu[23]
- Cas Pechiney-Triangle[24]
- Cas Pierre Botton[25]
- Cas René Lucet[26]
- Cas Robert Boulin[27]
- Cas SORMAE-SAE[28]
- Cas Urba
- Cas UTA
- Cas Vibrachoc[29]

### Anys 1990
- Fons especials[30]
- Cas Agos[31]
- Cas Airbus[32]
- Cas Botton[25]
- Cas Boucheron[33]
- Cas Dauphiné News[34]
- Cas de la Cogédim[35]
- Cas de la Joventut tolosina[36]
- Cas de la MNEF[37]
- Cas de la mina d'or de Yanacocha[38]
- Cas de la Sempap[39]
- Cas de la Sofremi[40]
- Cas dels avions CASA[41]
- Cas dels encarregats de missió de l'alcaldia de París[42]
- Cas dels empleats ficticis de l'alcaldia de París[43]
- Cas de les falses factures de l'RPR[44]
- Cas de les fragates d'Aràbia Saudita i dels submarins del Pakistan
- Cas dels suburbis de París[45]
- Cas dels suburbis de Hauts-de-Seine[46]
- Cas Schuller-Maréchal[47]
- Cas dels mercats públics d'Île-de-France[48]
- Cas de les vendes d'armes a Angola[49]
- Cas Destrade[50]
- Cas Doucé[51]
- Cas del casino d'Annemasse
- Cas del Crédit Lyonnais:[52] A la dècada de 1990, el Crédit Lyonnais, llavors propietat de l'Estat, i diverses de les seves filials són al cor d'una sèrie d'investigacions realitzades per la Comissió Bancària, relativa a les males pràctiques que van dur Crédit Lyonnais a gairebé la fallida en 1993 a causa de les massives inversions perdudes. Un informe parlamentari denuncià el sistema de bestretes i préstecs amb risc que anticipaven els guanys, sobretot de béns arrels, que foren una de les causes de la crisi de l'habitatge. El 1996, després de la denúncia del ministre de Finances Jean Arthuis a Jean-Yves Haberer, president de Crédit Lyonnais, i Jean-Claude Trichet, director del Tresor, la seu parisenca de Credit Lyonnais fou arrasada per un incendi que plantejà molts dubtes sobre el seu caràcter accidental, i en els arxius del grup a Le Havre també es cremen. L'import de les pèrdues de més de 130 milions de francs, el que és un dels majors escàndols financers de la història.
- Afer del finançament de Globe Hebdo[53]
- Cas del Relais de la Reine[54]
- Cas de la seu de GEC-Alsthom Transport[55]
- Cas Elf[56]
  - Cas Bidermann[57]
  - Cas Dumas (que també forma part de l'afer de les fragates de Taiwan)[58]
  - Cas Thinet[59]
  - Cas de la FIBA[60]
  - Afer de la refineria de Leuna[61]
- Afer Gifco: De 1990 a 1994, una consultora creada pel Partit Comunista Francès (PCF), Gifco, va recollir més de 2.000 milions de francs francesos (300 milions de €).[62]
- Afer Gillibert[63]
- Afer Grenoble Isère développement
- Afer Joséphine[64]
- Afer Maillard i Duclos[65]
- Afer Omnic[66]
- Afer Pelat[67]
- Afer Pétrole contre nourriture[68]
- Afer Tiberi[69]
- Afer Yann Piat
- Afer Yves Saint-Laurent[70]

### Anys 2000
- Cellule juridique de l'Elysée[71]
- Afer Bédier[72]
- Afer Clearstream 1[73]
- Afer Clearstream 2[74]
- Afer de l'Union des industries et métiers de la métallurgie[75]
- Afer de la cassette Méry[76]
- Afer de la Fondation Hamon[77]
- Afer de la Française des Jeux[78]
- Afer de la privatisation de la CGM[79]
- Afer dels treballs ficticis de l'alcaldia de París[80][81]
- Afer de les fragates de Taiwan
  - Afer Dumas (qui est aussi un volet de l'affaire Elf)
- Afer dels Mirages de Taiwan[82]
- Afer del CE d'EDF[83]
- Afer del castell de Bity[84]
- Afer del compte japonès de Jacques Chirac[85]
- Afer del contracte DSK-EDF[86]
- Afer de Crédit municipal de Paris[87]
- Afer de Cref[88]
- Afer del tramvia de Niça[89]
- Afer EADS[90]
- Afer Elf Nigeria[91]
- Afer Gaymard[92]
- Afer Lagerfeld[93]
- Afer Laurent Raillard[94]
- Afer Michel Mouillot[95]
- Afer Rhodia[96]
- Afer Sulzer[97]
- Afer Thales[98]

### Anys 2010
- Afer de l'hipòdrom de Compiègne[99]
- Afer de la successió de Daniel Wildenstein[100]
- Afer del Carlton de Lille[101]
- Afer del finançament ocult del partit republicà[102]
- Afer del tramvia de Bordeus[103]
- Afer Guérini[104]
- Afer Sylvie Andrieux[105]
- Afer Takkieddine[106]
- Afer Total[107]
- Afer Woerth-Bettencourt[108]
- Afer Sarkozy-Gaddafi[109]
- Afer Cahuzac[110]
- Afer Florence Lamblin: Banda organitzada de rentada de diners, tràfic de drogues i comptes ocults.[111]
- Afer de la formació professional d'EELV: Cédis és una associació a càrrec de la formació de la capacitació d'EELV oficialment diferent de partit polític, que es finança amb fons públics de les autoritats locals, quan és clar que els diners va tornar al partit, el que és il·legal.[112]
- Afer Bygmalion[113]

### Anys 2020
- Afer McKinsey[114]
- Cas Fillon[115]
- Afer dels assistents parlamentaris de Modem
- Afer dels assistents parlamentaris de Reagrupament Nacional